# 天主教阿格里真托总教区
天主教阿格里真托總教區（拉丁語：Archidioecesis Agrigentina）是意大利西西里島西南部一個羅馬天主教總教區。

## 簡介

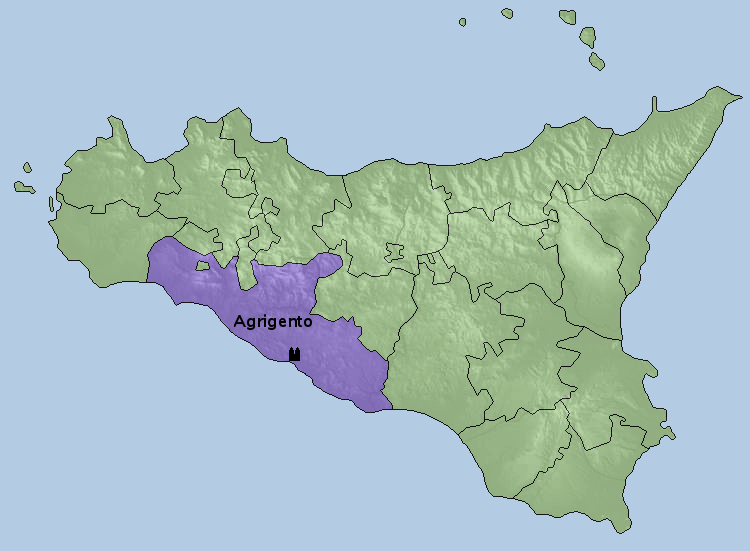
阿格里真托总教区

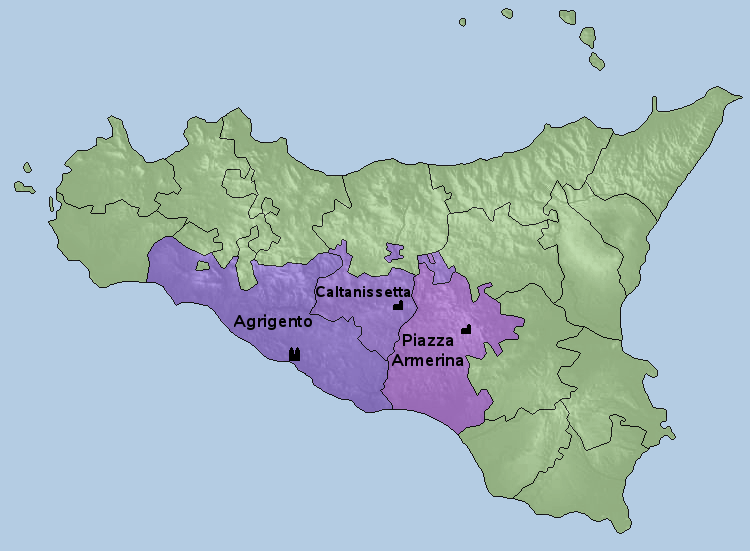
阿格里真托教省

教座位於西西里阿格里真托的阿格里真托聖熱爾蘭主教座堂，教區成立於一世紀，2000年升格為總教區，歷史上曾經附屬於天主教蒙雷阿萊總教區。
2010年有教友469,000人（佔轄區總人口97.9%）、194個堂區、272名司鐸。現任教區主教為方濟各·蒙泰尼格羅樞機。下屬有二個教區卡爾塔尼塞塔教區、皮亞扎-阿爾梅里納教區。